# 大玩家 (电影)
《大玩家》2010年上映的中國電影。是一部喜劇片。由孫　興、謝　娜、鍾欣潼、霍思燕、莫少聰領銜主演。牛朝陽執導。

## 故事介紹
影片講述廚子二寶失意自殺之際遇見了精靈古怪的八仙女，二寶請求八仙女把他變成幸福的人，於是，八仙女把他變成了武林高手、富翁、明星、美女、皇帝，經歷一連串令人啼笑皆非的「穿越」，最後，二寶領悟了幸福的真諦。
人到中年的包子舖廚師二寶，一直琢磨不出週記包子的秘方，被老闆炒了魷魚，妻子恨他不爭氣，帶著孩子離家出走，一無所有的二寶認定自己是世界上最不幸的人。
絕望的二寶用盡各種方法試圖自盡了事，都被一種神秘力量所阻止，原來是一個古靈精怪的小仙女在搗亂，此人自稱是七仙女的妹妹八仙女，有無邊法力能讓二寶變成他夢想中世界上最幸福的人。
二寶先後體驗了蓋世無雙的武林高手、眾星捧月的電影明星、坐擁巨財的億萬富翁、萬千寵愛的絕色美女、九五至尊的皇帝等美夢生活，穿越時空，演繹了五段啼笑皆非的故事。
經歷了這場奇妙的大玩家的穿越，二寶發現這些光環籠罩下看似幸福的人們的背後都經歷著不為人知的痛苦和無奈，原來生活中最平凡、最真實的愛就是幸福。幸運的是，他學會了感受幸福的能力，並且在穿越時空的過程中，無意中獲得周記包子的秘方，這時妻子也帶著孩子重新回到了他的身邊。

## 演員表
| 演員     | 角色 |
| 孫 興    | 二 寶，對人生不滿意企圖自殺，被八仙女救起後，體驗五種不同人生，最後領悟到自己是最幸福的人，成功和老闆、妻小修復了關係。                                         |
| 謝 娜    | 八仙女，號稱七仙女的妹妹，暗戀大歌星明天，救下二寶賜給他五種不同的人生，希望他能夠得到幸福。                                                                    |
| 鍾欣潼   | 美 女，二寶所變，十足的男人婆，面對色狼上司和可怕的大老婆，在職場裡也混的不是很開心。                                                                           |
| 李修賢   | 電影明星，二寶所變，知名的槍戰片演員，因為母親驟逝而在戲中表現不甚理想，因此過的也很不開心。                                                                    |
| 斯琴高娃 | 太 后，拆散皇帝二寶和雲兒。 |
| 焦恩俊   | 皇 帝，二寶所變，一個仍改不了吃包子習慣的皇上，對雲兒一見鍾情，但天不從人願，雲兒依舊被太后斬首，自己也在這江山與美人兩難全的情況下反璞歸真，體會什麼叫做幸福。 |
| 霍思燕   | 雲 兒，會做包子且有一副好歌喉，因此深得皇帝二寶的歡心，但是卻被太后以紅顏禍水之名斬首。                                                                         |
| 莫少聰   | 武林高手，二寶所變，被恐怖的武術基本功訓練和陽春到不能再陽春的三餐搞得自己過得很不開心。                                                                        |
| 楊麗菁   | 武林高手妻，貌美如花，就像小龍女一樣，只是對丈夫訓練嚴格，並嚴格執行粗茶淡飯的生活。                                                                            |
| 雪村     | 富 翁，二寶所變，被表哥詐騙光了錢，最後落魄成為乞丐，過得非常不開心。                                                                                           |
| 姜宏波   | 二寶妻，因為丈夫丟了工作而和他吵架甚至鬧離婚，後來重歸於好。 |
| 梁天     | 富翁表哥，詐騙了富翁二寶的錢，給了他假的吉祥三寶。 |
| 傅藝偉   | 段小姐，身上擁有假的吉祥三寶，間接造成富翁二寶的落魄。 |
| 那威     | 戲中戲導演 |
| 趙燕國彰 | 董事長，對美女二寶有色心，又懼怕自己的老婆，因此把美女二寶當小三養著。                                                                                          |
| 方青卓   | 董事長妻，會做包子，非常看不慣丈夫勾搭女人，看到美女二寶就打。                                                                                                  |
| 羅中旭   | 闊 少 |
| 邵路雅   | 舞 女，戲中戲裡演舞者的演員。 |
| 朱紫萱   | 拉 拉 |
| 曹 操    | 好萊塢明星，跟明星二寶對戲對了很多次，一直重複被槍斃的橋段。 |

## 歌曲
- 主題曲：
  - 《眼睛》 - 霍思燕

（填詞：牛朝陽、作曲：牛朝陽）
- 主題歌：
  - 《大玩家》 - 谷峰

（填詞：牛朝陽、作曲：牛朝陽）

## 演職人員
- 出品人：張學東、郭曼、孫樹基
- 導演：牛朝陽
- 編劇：牛朝陽、周智勇
- 監製：馮中華、何漢、孫樹基、郭延
- 製片：孫樹基、張學東
- 攝影：黎世傑
- 剪接：徐善杰、潘冬冬
- 領銜主演：孫　興、謝娜、鍾欣潼、霍思燕、莫少聰
- 動作設計：孫小毛
- 出品公司：華夏電影發行有限责任公司
- 製作公司：北京東方視覺影業有限公司、北京全宏文化傳播有限公司、北京航美傳媒廣告有限公司